# Caso instrumental
En lingüística, el caso instrumental indica el instrumento por medio del cual el sujeto realiza una acción. El instrumento bien puede ser un objeto físico o bien un concepto abstracto. 

## Ejemplos
Por ejemplo, la siguiente oración en latín: 
Libros calamo scripsi. 'Los libros los escribí con la pluma'
La inflexión del nombre indica su papel como instrumento. El nominativo calamus (pluma) cambia a calamo. En latín la relación gramatical de "instrumento" se expresa mediante las terminaciones de caso ablativo. Otras lenguas indoeuropeas como el sánscrito y las lenguas eslavas, tienen formas específicas para el caso instrumental.
El español carece de este caso, salvo algunas formas del pronombre personal (conmigo, contigo, consigo), por lo que, normalmente, un hispanohablante expresa lo mismo utilizando la preposición «con»: 
Extrajimos el agua con una bomba.
En inglés, el caso instrumental se ha perdido al pasar el inglés antiguo de ser una lengua flexiva al inglés actual que es una lengua analítica.

### Páginas en inglés
- Instrumental Case in Tamil language
- The Instrumental Case in Russian language
- What is instrumental case?
- Dictionary.com entry on instrumental case
- Prepositions Governing the Instrumental Case in Russian

- Datos: Q192997